# Üçköy

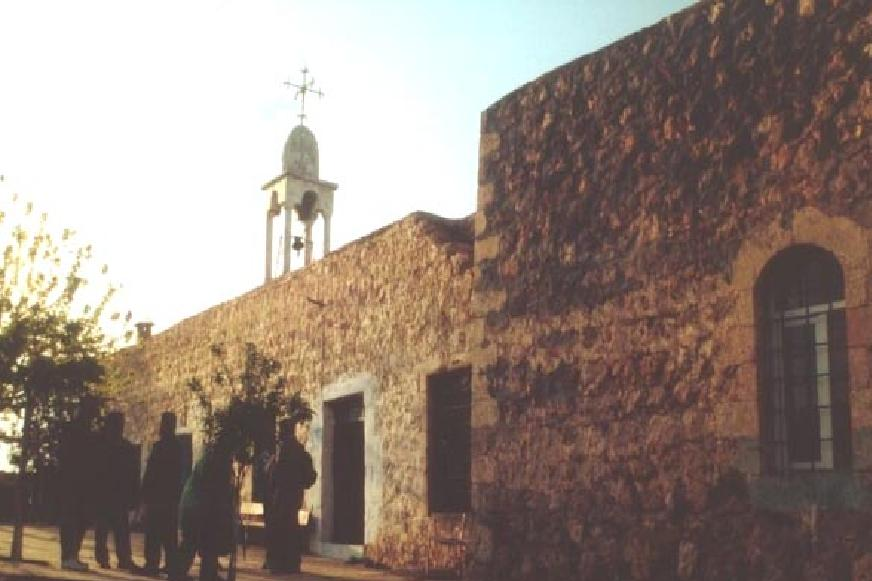
Arkah

Üçköy (reichsaramäisch ܐܪܟܚ, Arkah, auch Harabale, kurdisch Xarabêalê, Xirbê Elî) ist ein historisches christlich-aramäisches Dorf im Landkreis Nusaybin in der Provinz Mardin im Südosten der Türkei im Tur-Abdin-Gebirgszug. Die Einwohner gehören der Syrisch-Orthodoxen Kirche von Antiochien an und sprechen bis heute die Syrische Sprache. Über die Bedeutung des Namens Arkah gibt es nur vage Vermutungen. Der ursprüngliche Name der Ortschaft lautet Harabele. Der türkische Name Ücköy bedeutet drei Dörfer.

## Geschichte
Das Dorf Arkah wird  erstmals in der Lebensgeschichte des heiligen Malke aus dem vierten Jahrhundert erwähnt. Dort wird berichtet, dass der Heilige einen Bewohner des Ortes mit Namen Schlemun vor einem Drachen rettete, worauf sich die Einwohner zum Christentum bekehrten und das Kloster des Heiligen bauten. Sie gehören seitdem der Syrisch-orthodoxen Kirche von Antiochien an. Heute ist es eines der wenigen aramäischen Dörfer, die im Tur Abdin übriggeblieben sind.

## Geographie

### Lage
Üçköy liegt in Nachbarschaft zum Kloster Mor Malke von Kluzma, an der Nordseite der Izlo-Berge. Weitere benachbarte Ortschaften verteilen sich wie folgt:
| Yemişli 14 km | Midyat 25 km                                | Kloster Mor Gabriel 23 km |
|               | Kompassrose, die auf Nachbargemeinden zeigt | Taşköy 7 km               |
| Üçyol 13 km   | Dibek 8 km                                  |                           |

### Landschaftsbild
Die Vegetation ist spärlich. Es gibt kaum Bäume, viel Sand und trockenes Gras. Die türkische Armee hat im Krieg gegen kurdische Separatisten regelmäßig die verbliebenen Wälder abgebrannt, um den Kämpfern die Deckung zu nehmen. Im ganzen Tur Abdin herrschen mediterrane Hartlaubgewächse vor.

### Klima
Die Jahreszeiten sind sehr ausgeprägt mit vielen Niederschlägen im Frühling und Herbst, einem heißen und trockenen Sommer und einem kalten und stark verschneiten Winter. Die Temperaturen liegen zwischen −10 °C im Winter bis +52 °C im Sommer.

## Wirtschaft
Das Dorf ist für seine Drayso genannten, besonders großen Trauben bekannt. Sie werden frisch oder getrocknet als Rosinen verkauft. Sie sind neben der Viehzucht die wichtigste Einkommensquelle.

### Infrastruktur
Die staatliche Schule wurde im Jahre 1961 eröffnet.
Die Militärstation verlegte man 1975 vom Dorf Hbob nach Arkah.
1984 wurde ein Tiefbrunnen gebohrt, um das Dorf und die Militärstation mit Wasser zu versorgen.
Das Dorf ist von Nusaybin und Midyat auf verschiedenen Straßen erreichbar.
Üçköy erhielt 1986 eine Stromleitung und 1988 auch eine Telefonleitung.

### Bevölkerung
Der Patriarch Abdallah von Sadad erwähnt in seinem Buch „Statistiken“ von 1870 die Namen von 41 Familien im Dorf Arkah.
Laut mündlicher Überlieferung wurde das Dorf im Verlauf der politischen Auseinandersetzungen zwischen 1900 und 1926 dreimal niedergebrannt und von den Bewohnern jedes Mal wieder aufgebaut. Zur selben Zeit verließen viele Bewohner das Dorf und die Tur Izlo und wanderten nach Syrien, in den Libanon und in den Irak aus. Heute gibt es mindestens 70 Familien in Qamischli und in Kabre Hewore in Syrien.
In der Zeit des Völkermordes 1914/1915 lebten hier rund 70 aramäische Familien. Sie suchten während der Verfolgungen Zuflucht im Kloster Mor Malke, von wo sie anschließend zum Teil wieder zurückkehrten. Im Jahre 1980 gab es im Dorf 80 Familien, von denen 35 bis heute (2007) verblieben sind. Der letzten statistischen Erhebung des TÜIK von 2013 zufolge hat Ücköy 464 Einwohner.

### Kirchen
Es existieren zwei Dorfkirchen. Von der Kirche Mor Theodorus sind nur noch Ruinen erhalten. Die andere, Mor Afrem, wurde unlängst erneuert. In Mor Afrem befindet sich eine alte Handschrift in Estrangelo.